# Ельбурс
Ельбу́рс (перс. البرز) — гірська система на півночі Ірану на Іранському нагір'ї протяжністю близько 1400 км, над Каспійським морем; заввишки до 5604 м (згаслий вулкан Демавенд, найвища точка усього Середнього Сходу); складається переважно з вапняків і пісковиків; на півночі — листяні ліси (дуб, бук), на півдні — пустельно-степова рослинність. Обрамляє дугою південний та південно-західний береги Каспійського моря, відокремлюючись від останніх смугою завширшки 25—60 км. На заході у Закавказзі переходить у Талишські гори, на сході стикається з хребтом Копетдаг. Складається з трьох паралельних пасом, що простягаються зі сходу від гори Демавенд на захід. Багата корисними копалинами — кам'яним вугіллям, нафтою, свинцевими, мідною, кобальтовою, нікелевою рудами. Разючий контраст представляє рослинність схилів: на північних схилах, багатих на опади, рослинність яскраво-зелена, майже тропічна, тоді як на посушливих південних схилах рослинність майже відсутня.

## Походження назви
Не виключена паралель з Ельбрус. За одною версією, назва походить від перського «блискуча гора», за іншою — від бактрійського слова зі значенням «високі гори».

## Геологія
Гірський хребет Ельбурс утворює бар'єр між південним Каспієм та Іранським плато. Завширшки всього 60—130 км, складається з осадових порід, що датуються від верхнього девону до олігоцену, переважно юрського вапняку над гранітним підмурівком. Континентальні осадові породи представлені потужними шарами девонських пісковиковиків та юрських сланців, що містять вугільні прошарки. Морські осадові породи представлені карбоновими та пермськими шарами, які складаються переважно з вапняків. У Східно-Ельбурському хребті східна частина утворена мезозойськими (головним чином тріасовими та юрськими) скелями, тоді як західна частина Східно-Ельбурського хребта складається переважно з палеозойських порід. Докембрійські скелі можна знайти переважно на південь від міста Горган, розташованого на південному сході Каспійського моря, і в значно менших кількостях — в центральній та західній частині Центрально-Ельбурського хребта. Центральна частина Центрально-Ельбурського хребта утворена в основному з тріасових та юрських порід, тоді як північно-західна частина складається переважно з юрських порід. Дуже потужні шари третинних (переважно еоценових) зелених вулканічних туфів та лав зустрічаються переважно у південно-західній та південно-центральній частині. Крайню північно-західну частину Ельбурсу, що становить Західно-Ельбурський хребет або Талишські гори, в основному складають осадові вулканічні верхньокрейдові відкладення, із прошарком палеозойських порід, тріасових та юрських порід на півдні, північному заході та південному сході. Коли океан Тетіс був закритий, Аравійська плита зіткнулася з Іранською плитою, і врешті-решт Іранська плита була затиснута між Євразійською плитою та Аравійською плитою, зіткнення призвело до утворення складок з верхньопалеозойських, мезозойських та палеогенових гірських порід та кайнозойського (головним чином еоценового) вулканізму — були утворені гори Ельбурс, під час міоцену. Альпійський орогенез представлено, еоценовим вулканізмом у південно-західній та південно-центральній частинах Ельбурсу, підняттям та утворенням складок зі старих осадових порід у північно-західній, центральній та східній частині терену, під час міоцену та пліоцену.